# Jiangqiao-Kampagne
Schlacht an der Nen-Jiang-Brücke – Jiangqiao-Kampagne – Eroberung von Jinzhou – Schlacht von Harbin
Die Jiangqiao-Kampagne war eine Reihe von Schlachten und kleineren Gefechten infolge des Mukden-Zwischenfalls während der japanischen Besetzung der Mandschurei zwischen der Kaiserlich Japanischen Armee und der chinesischen Nationalrevolutionären Armee im November 1931. Sie führte zur Eroberung der chinesischen Provinz Heilongjiang.

## Hintergrund
Nach dem Mukden-Zwischenfall begann die japanische Kwantung-Armee von ihren lokalen Stützpunkten aus zügig mit der Besetzung der chinesischen Provinzen Fengtian und Kirin. Zu dieser Zeit hielt sich der Gouverneur der Provinz Heilongjiang, Wan Fulin, gerade in Peking auf und war daher nicht in der Lage, die Kontrolle zu übernehmen. Der chinesische General und de facto Herrscher über die Mandschurei, Zhang Xueliang, bat in einem Telegramm an die chinesische Regierung in Nanjing um weitere Instruktionen wie er mit der vakanten Provinzregierung verfahren sollte, setzte jedoch kurze Zeit später, am 16. Oktober, eigenmächtig den General Ma Zhanshan als Gouverneur und militärischer Oberbefehlshaber von Heilongjiang ein. Ma traf einige Tage später, am 19. Oktober, in Tsitsihar, der Hauptstadt der Provinz, ein und übernahm am einen Tag später die Amtsgeschäfte. Er begann damit die Verteidigungsanlagen der Stadt zu besichtigen und rief einen Militärrat ein. Verwaltungsbeamte und Militärs, die eine kampflose Kapitulation vor den Japanern befürworteten, wurden von ihm ihres Amtes enthoben.

## Schlacht an der Nen-Jiang-Brücke
Anfang November beschloss Ma, die Regierungsanweisung aus Nanjing, nach der jede Konfrontation mit den japanischen Streitkräften zu vermeiden sei, zu missachten und die Japaner an einer Eisenbahnbrücke über den Fluss Nen-Jiang am Einmarsch in Heilongjiang zu hindern. Da diese bereits früher durch Mas Streitkräfte während der Gefechte gegen den projapanischen General Zhang Haipeng gesprengt worden war, befand sich eine japanische Pioniereinheit, gedeckt von etwa 800 Soldaten, gerade dabei, diese wieder in Stand zu setzen. Am 4. November kam es dabei zu Feuergefechten zwischen den Japanern und etwa 2.500 chinesischen Soldaten, welche das andere Flussufer besetzt hielten. Welche Seite dabei zuerst das Feuer eröffnete ist unklar. Nach etwa drei Stunden begannen die chinesischen Truppen sich abzusetzen und nach Tsitsihar zurückzuziehen. Später ordnete Ma einen weiteren Vorstoß unter seiner persönlichen Führung gegen die Brücke an, welcher von den Japanern aufgrund ihrer günstigeren Positionierung und der möglichen Unterstützung durch Panzer und Artillerie erneut zurückgeschlagen werden konnte. Ob die Japaner wirklich durch schwere Waffen unterstützt wurden, ist allerdings unklar.
Obwohl sein Plan misslungen war, wurde Ma von der chinesischen Presse nach diesem Gefecht als Held gefeiert, da er es überhaupt gewagt hatte, sich den Japanern entgegenzustellen.

## Schlacht von Tsitsihar
Infolge der zwei Niederlagen an der Eisenbahnbrücke über den Nen-Jiang begannen die Japaner weiter auf Tsitsihar vorzurücken und das umliegende Land zu besetzen. Bis zum 15. November hatte Ma so weitere 700 Verluste zu beklagen, wovon etwa 400 gefallen und 300 verwundet worden waren. Trotzdem wies er an diesem Tag ein Ultimatum der Japaner zurück, die Stadt kampflos zu übergeben. Am 17. November begann die japanische Armee unter General Tamon Jirō daher, trotz Temperaturen weit unter dem Gefrierpunkt, einen Angriff auf Tsitsihar. Von Tangchi aus begannen etwa 3.500 japanische Soldaten der 2. Division, auf einer Breite von etwa acht Kilometern gegen die Stadt vorzurücken. In dieser hatten sich etwa 8.000 schlecht ausgerüstete Verteidiger verschanzt. Die Schlacht begann mit vereinzelten Kavallerieattacken beider Seiten, wobei eine chinesische Attacke, welche die rechte Flanke der Japaner umgehen sollte, durch japanische Artillerie und Luftunterstützung zurückgeschlagen werden konnte. Die japanische Kavallerie konnte jedoch eine erste Bresche in die chinesische Verteidigung schlagen, in welche Infanterieeinheiten eindringen konnten. Durch ihre überlegene Feuerkraft konnten diese die chinesische Front vollständig auseinanderbrechen und zur Flucht bewegen. Am 19. November ordnete Ma schließlich die Evakuierung der Stadt an und befahl seinen Truppen, sich ostwärts zu wenden und zur Verteidigung von Baiquan und Hailun zu sammeln. Durch die hohen Verluste und das allgemeine Chaos wurden diese Befehle jedoch nicht direkt befolgt. Vielmehr begann eine allgemeine Fluchtrichtung flussaufwärts am Nen-Jiang entlang, an dessen Oberlauf Ma seine Truppen schließlich wieder sammeln konnte. Japanische Truppen, welche die Flüchtlinge verfolgten, wurden bei Koshen zurückgeschlagen und erlitten durch das schlechte Wetter auf ihrem Rückzug noch weitere Verluste.
Parallel hierzu hatten die Japaner jedoch bereits Tsitsihar besetzt, wodurch sie alle drei Provinzhauptstädte der Mandschurei unter ihre Kontrolle gebracht hatten. Sie setzten den projapanischen General Zhang Jinghui als neuen Gouverneur ein und stationierten Truppen in der Stadt, welche den lokalen Abschnitt der Ostchinesischen Eisenbahn schützen sollten.